# Maria Ludovica Costa
Maria Ludovica Costa (* 24. Dezember 2000 in Genua) ist eine italienische Ruderin. Sie gewann gemeinsam mit Sofia Tanghetti 2019 bei den Ruder-Weltmeisterschaften die Silbermedaille im Leichtgewichts-Zweier ohne Steuerfrau.

## Karriere
Im Jahr 2017 nahm Maria Ludovica Costa zum ersten Mal in ihrer Karriere an den Ruder-Juniorenweltmeisterschaften teil. In Trakai gehörte sie bei den Ruder-Juniorenweltmeisterschaften 2017 zu der Besatzung des Doppelvierers. Neben ihr gehörten zudem noch Sofia Tanghetti, Laura Pagnoncelli und Greta Martinelli zur Besatzung. Gemeinsam konnten sie sich nicht für das A-Finale qualifizieren und mussten im B-Finale an den Start gehen, in welchen sie hinter den beiden Booten aus Tschechien und Russland den dritten Platz belegten. In der Endabrechnung belegten sie den neunten Platz. Im darauffolgenden Jahr nahm Maria Ludovica Costa an den Ruder-Juniorenweltmeisterschaften 2018 teil und ging gemeinsam mit Ilaria Corazza im Doppelzweier an den Start. Sie verpassten die Qualifikation für das A-Finale und beendeten das B-Finale auf den sechsten und damit letzten Platz. Schlussendlich belegten sie in der Gesamtwertung den zwölften Platz.
Im Jahr 2019 ging Maria Ludovica Costa erstmals bei den U23-Ruder-Weltmeisterschaften an den Start und bildete gemeinsam mit Sofia Tanghetti den Leichtgewichts-Zweier ohne Steuerfrau bei den U23-Ruder-Weltmeisterschaften 2019, welche in den Vereinigten Staaten in der Nähe von Sarasota und Bradenton ausgetragen wurde. Nachdem sie im Test-Race nur den fünften und letzten Platz belegten, konnten sie sich im eigentlichen Finale steigern und holten sich den U23-Weltmeistertitel vor dem US-amerikanischen und den deutschen Boot. Als frischgebackene U23-Weltmeisterinnen nahmen sie in Linz gemeinsam an den Ruder-Weltmeisterschaften 2019 teil. Nachdem sie bereits im Testrennen den zweiten Platz hinter den US-amerikanischen Boot belegten, sicherten sich die beiden auch im A-Finale hinter den US-amerikanischen Boot bestehend aus Margaret Bertasi und Cara Stawicki den zweiten Platz und damit die Silbermedaille vor dem deutschen Boot bestehend aus Janika Kölblin und Marie-Christine Gerhardt.